# 八田拳
八田　拳（はった けん、1997年8月26日 - ）は、日本の男性俳優、タレント、モデル、北海道出身、プラチナムプロダクション所属。

## 略歴
- 2015年「第28回ジュノン・スーパーボーイ・コンテスト」にてBEST50[2]に進出[3]
- 2018年12月より現事務所に所属
- 2020年10月自身がデザイン・製作を手がけるファッションブランド「shabondama」を発表

## 人物
- 趣味はタイピング,柔軟運動 、特技は振り付け,洋裁[1]
- 無類の甘いもの好き、スターバックスのホワイトモカが好き
- 服飾の専門学校に通っていた[4]ことから、衣装提供も数多く行っている

### 衣装提供
- アイドルグループ 「ReverseTokyo」衣装製作（2021年7月）[5]
- 愛美,鈴木愛理「パニリヤ・ザ・リバイバル」宣伝用衣装製作（2021年11月）[6]
- 山之内すず「bis」7月号 shabondamaより衣装提供（2022年6月）[7]

## 出演

### 映画
- そして、バトンは渡された（2021年10月）
- 夜が明けたら、いちばんに君に会いにいく（2023年9月）
- 火だるま槐多よ（2023年12月） - 庭反錠 役[8]
- 新幹線大爆破（2025年4月）

### テレビドラマ
- 死神さん（2021年10月）
- 美しい彼（2021年11月）
- JKからやり直すシルバープラン（2021年11月）
- 明日、私は誰かのカノジョ（2022年4月）
- チェイサーゲーム（2022年9月）
- 量産型リコ -もう1人のプラモ女子の人生組み立て記-（2023年8月）
- ほんとにあった怖い話 夏の特別編2023（2023年8月） - 烏帽子の男 役[9]
- マイストロベリーフィルム（2024年2月）- クラスメイト役

### CM
- OPPO「Reno A」（2019年10月）
- WEBCM 日本マクドナルド「時をかけるバーガー」（2022年10月）[10]

### スチール
- MODISH GAZE（2019年10月,2020年9月）[11]
- RAD WIMPS 「夏のせい ep」ジャケット(2020年9月)

### 書籍
- JUNON（2015年8月,9月号）